# Профессиональная футбольная лига Узбекистана
Профессиона́льная футбо́льная ли́га Узбекиста́на, сокр. УзПФЛ (узб. Oʻzbekiston Professional futbol ligasi / Ўзбекистон профессионал футбол лигаси, OʻzPFL, ЎзПФЛ) — футбольная организация, управляющая и контролирующая всю систему футбольных лиг страны. В 2008 году по рекомендации Азиатской конфедерации футбола была выделена из Федерации футбола Узбекистана в качестве отдельной организации.
Координирует проведение таких профессиональных футбольных соревнований, как Суперлига, Про-лига, Первая лига, Кубок Узбекистана, Кубок Лиги, Суперкубок Узбекистана, Чемпионаты Узбекистана U19 и U21 и др. Организует проведение соревнований среди футбольных клубов, проведет инструктаж по их спортивной и организационно-управленческой деятельности а также по взаимоотношениям.
Содействует проведению футбольных соревнований различного уровня в сотрудничестве с министерствами, ведомствами, предприятиями и организациями Узбекистана.
Является одной из ведущих лиг на Азиатском континенте по лицензированию.
По состоянию на март 2025 года шесть компаний в Узбекистане являются официальными спонсорами лиги.

## История
В 1992 году входил в организационную структуру Федерации футбола Узбекистана и был подразделением, отвечающим за организацию профессиональных футбольных соревнований в Узбекистане. В начале 2008 года Азиатская футбольная конфедерация рекомендовала Федерации футбола Узбекистана создать ПФЛ в качестве отдельной организации. Учрежден 20 июня 2008 года на Общем собрании Ассоциации футбола, футбольных клубов Узбекистана и 2 июля зарегистрирован Министерством юстиции Республики Узбекистан.
10 января 2023 года он стал членом Ассоциации мировых профессиональных футбольных лиг.
В 2008—2018 годах провел юношеский чемпионат Узбекистана по футболу. С 2019 по 2023 год курировал проведение соревнований женского футбола (Высшая лига, Первая лига, Кубок, Суперкубок), а с 2017 по 2025 год — футзала (Высшая лига, Кубок и другие).

## Цель и задачи
Профессиональная футбольная лига Узбекистана координирует проведение Суперлиги, Про-лиги, Первой лиги, Кубка, Суперкубка, Кубка ПФЛ Узбекистана во всех возрастных категориях и других подобных профессиональных футбольных соревнований между футбольными командами на территории Республики Узбекистан. Обеспечивает руководство по организации и проведению соревнований между футбольными клубами, их спортивной, организационно-управленческой деятельностью и взаимоотношениями.
Ежемесячно путём голосования экспертов определяет лучших игроков, лучших судей и лучших голов в Суперлиге Узбекистана и награждет победителей. В конце года проведет церемонию награждения совместно с Футбольной ассоциацией Узбекистана.

## Руководители
Руководителем ПФЛ Узбекистана является генеральный директор. Фарход Магометов работал первым руководителем организации в 2008-2017 годах. С сентября 2017 по 2019 год организацию возглавлял Омон Гафуров. Позже, в 2019-2020 годах, организацию возглавил Даврон Шокурбанов. С 2020 года по настоящее генеральным директором является Диёр Аброрович Имамходжаев.
| Имя                          | Назначен     | Освобождён         |
| ---------------------------- | ------------ | ------------------ |
| Фарход Абдуалиевич Магометов | 04.09.2008   | 04.09.2017         |
| Аман Файзуллаевич Гафуров    | 04.09.2017   | 17.06.2019         |
| Даврон Гайратович Шакурбанов | 17.06.2019   | 26.05.2020         |
| Диёр Аброрович Имамходжаев   | С 26.05.2020 | по настоящее время |

### Исполнительный комитет
Диёр Имамходжаев, генеральный директор.
Одил Ахмедов, член Исполкома, вице-президент Ассоциации футбола Узбекистана.
Тулабек Акрамов, член Исполкома, вице-президент футбольного клуба «Локомотив-Ташкент».
Бахадыр Мирзаев, член Исполкома, генеральный директор футбольного клуба АГМК.
Алишер Юсупов, член Исполкома, менеджер футбольного клуба «Насаф».
Ойбекхан Ибрахимханов, член Исполкома, юридический консультант Профессиональной футбольной лиги Узбекистана.

## Соревнования под юрисдикцией ПФЛ Узбекистана

### Чемпионат Узбекистана по футболу

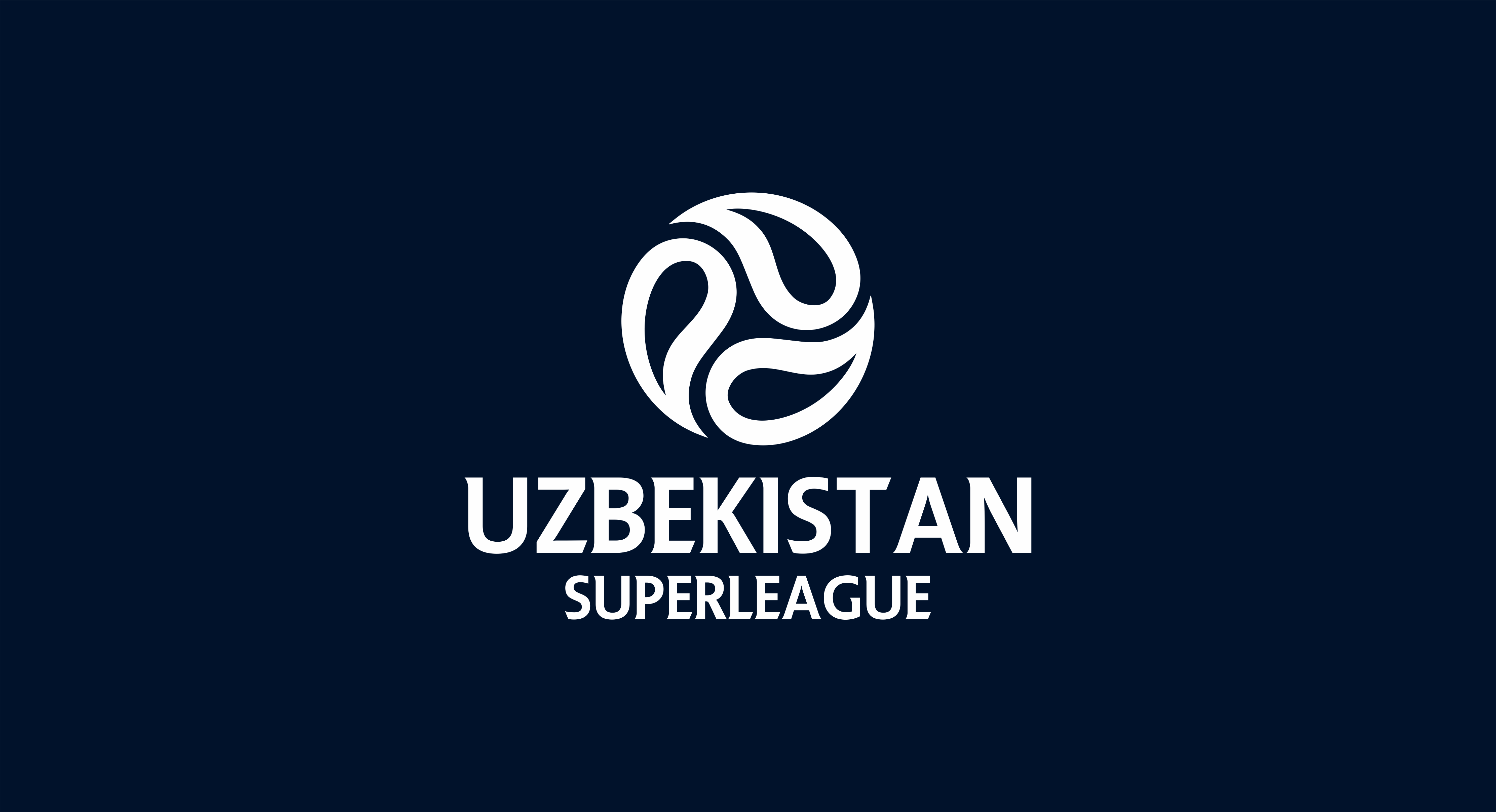
Суперлига Узбекистана

Суперлига Узбекистана – высший дивизион в системе узбекских футбольных соревнований, в которых участвуют профессиональные футбольные клубы. Она была основана в 1992 году под названием «Высшая Лига». Чемпионат пройдет в марте-ноябре и каждая команда сыграет по одному матчу в 26 турах. До 2018 года соревнования официально назывались Высшей лигой. С 2019 года при участии титульного спонсора она будет называться сначала Суперлигой Pepsi, затем Суперлигой Coca-Cola с 2020 года и Суперлигой Artel с 2024 года. Всего в истории чемпионатов Узбекистана участвовало 45 клубов, и только 8 из них поднимались на пьедестал чемпионата: «Пахтакор» – 16 раз, «Нефтчи» – 5 раз, «Бунёдкор» – 5 раз, «Локомотив» – 3 раза, «Дустлик» – 2 раза, ЦСКА Ташкент – 1 раз, «Навбахор» – 1 раз, «Насаф» – 1 раз. В разные годы количество команд в Чемпионате Узбекистана было разным. В первые годы в чемпионате участвовало 16 команд, затем в разные годы количество команд составляло 14, 18 и 20. В 2018 году количество команд чемпионата составило 12. Начиная с 2025 года в ней примут участие 16 команд.

### Кубок Узбекистана по футболу

Кубок Узбекистана

Национальный футбольный кубок, организованный Профессиональной футбольной лигой Узбекистана. Соревнования проводятся с 1992 года. Первым победителем кубка стал клуб «Навбахор». Победители Кубка Узбекистана получают право на участие в Лиге чемпионов АФК.
Футбольный клуб «Пахтакор» считается рекордсменом по количеству завоеваний Кубка Узбекистана (13 раз). Клубы «Бунёдкор» и «Насаф» выигрывали по 4 раза, «Навбахор» и «Локомотив» — по 3 раза, «Нефтчи» — 2 раза, «АГМК», «Андижан» и «Дустлик» — по 1 разу.

### Кубок ПФЛ Узбекистана по футболу
Кубок лиги Узбекистана — ежегодное соревнование по футболу среди мужчин. Соревнования, которые проводятся с 2010 года Профессиональной футбольной лигой Узбекистана и Ассоциацией футбола Узбекистана, в 2016—2018 годах не проводились. Кубок лиги Узбекистана впервые был организован в 2019 году. В нём примут участие в основном клубы Узбекистана, а также футбольные клубы Киргизии, Таджикистана, Туркмении и Казахстана по предложению УзПФЛ. Первым победителем соревнований стала ташкентская команда «Пахтакор».

### Суперкубок Узбекистана по футболу

Суперкубок Узбекистана 2019 года

Соревнование, состоящее из одного матча, в котором играют действующий обладатель Кубка Узбекистана и действующий победитель Суперлиги Узбекистана. В случае, если Кубок и Суперлигу выигрывает одна команда, то в игре за Суперкубок ей противостоит команда, занявшая второе место в Суперлиге. Игра за Суперкубок Узбекистана традиционно проводится в конце февраля или в начале марта, открывая новый футбольный сезон в стране. Обычно проводится на нейтральном для обеих команд стадионе.
Организуется совместно Ассоциацией футбола Узбекистана.

### Про-лига Узбекистана по футболу
Согласно решению руководства ПФЛ от 21 ноября 2017 года, Первая лига Узбекистана с сезона 2018 года официально переименована в Про-лигу Узбекистана. Лига была сокращена с 18 до 16 команд.

### Первая лига Узбекистана
Проводится с 2010 года. С 2010 года соревнования первой лиги были разделены на два региона: восточный и западный. В состав команд Восточного региона входят футбольные клубы Андижанской, Наманганской, Ферганской и Ташкентской областей. В состав команд Западного региона входят футбольные клубы Сырдарьинской, Джизакской, Навоийской, Самаркандской, Кашкадарьинской, Сурхандарьинской, Бухарской, Хорезмской областей и Республики Каракалпакстан. Количество команд-участниц в каждом регионе: 14.
Первая лига Узбекистана ранее была второстепенным соревнованием в футбольной системе. После создания Про лиги в 2018 году Первая лига была реорганизована с 2020 года и теперь является соревнованием третьего уровня в стране.

### Чемпионат Узбекистана по футболу (до 21)
Соревнование, в котором играют молодёжные команды Суперлиги в системе футбола Узбекистана. В соответствии с регламентом УзПФЛ в нём примут участие игроки не старше 21 года. Матчи чемпионата U-21 будут организованы через день после матча основных команд.

### Чемпионат Узбекистана по футболу (до 19)
Молодёжная сборная до 19 лет будет защищать честь Узбекистана на молодёжном чемпионате мира по футболу (U-20), чемпионате Азии до 19 лет (U-19) и других турнирах. Соревнование между командами до 19 лет клубов Суперлиги и Пролиги. Чемпионат U-19 основан в 2021 году. В нём все клубы двух высших дивизионов будут бороться за победу со своими воспитанниками. Соревнование между командами до 19 лет клубов Суперлиги и Пролиги. Чемпионат U-19 основан в 2021 году . В нём все клубы двух высших дивизионов будут бороться за победу со своими воспитанниками.

## Соревнования в партнёрстве

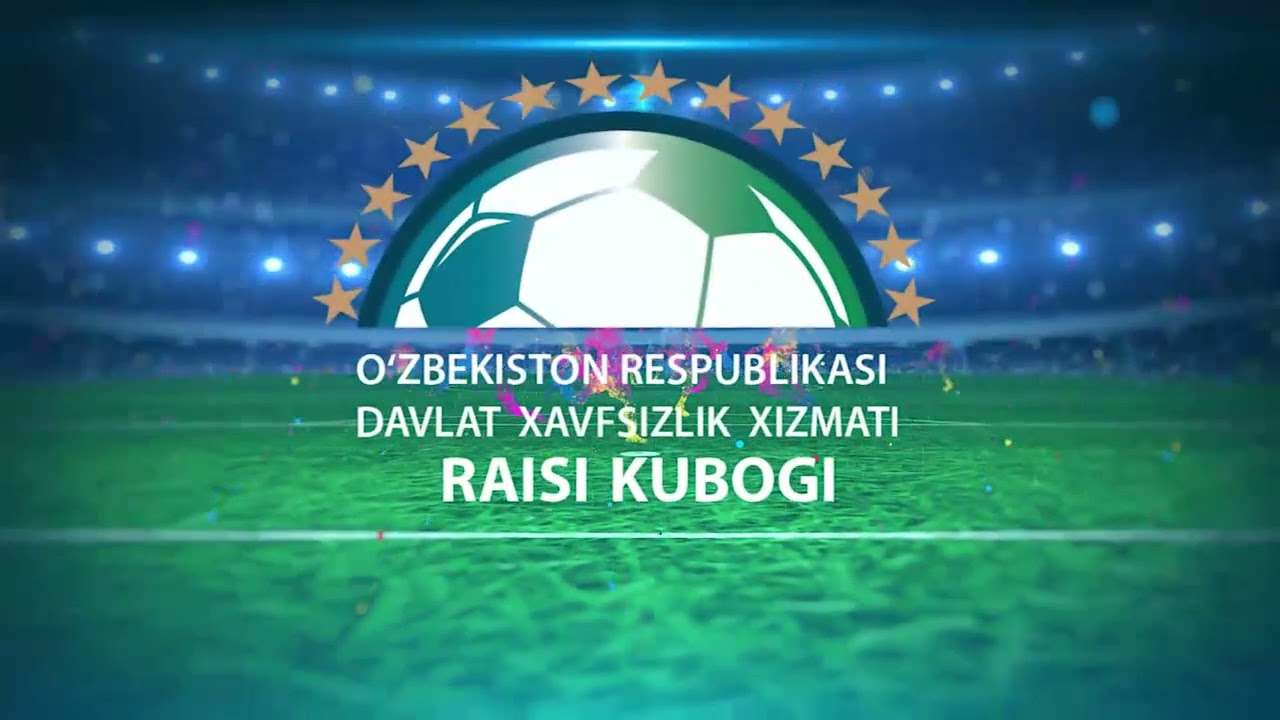
Эмблема кубка СГБ Узбекистана

В партнёрстве со Службой государственной безопасности, с Министерством спорта и Агентством по делам молодежи Республики Узбекистан проводит соревнования Кубка СГБ.
Также проводит соревнования студенческого кубка в сотрудничестве с Министерством высшего образования, науки, инноваций и с Министерством внутренних дел Узбекистана.

## Спонсоры
В 2018 году Профессиональная футбольная лига Узбекистана установила партнерские отношения с компанией Pepsi. С 2019 года Coca-Cola Beverage Uzbekistan является титульным спонсором Суперлиги Узбекистана. В средствах массовой информации и на официальных мероприятиях высший дивизион чемпионата Узбекистана по футболу называют Суперлигой Кока-Кола. В 2020 году наладил сотрудничество со страховой компанией «Apex Insurance». Компания обеспечивает медицинское страхование более 1500 профессиональных игроков, зарегистрированных в лиге. В 2021 году установлено партнерство с телеканалом Uzreport TV и компанией Volkswagen. С 2021 по 2022 год спонсорами выступали компания Epsilon, акционерное общество Madad Invest Bank, Turon Eco Cement и Джизакский аккумуляторный завод. 16 марта 2023 года компания «БМБ Холдинг» стала официальным спонсором Суперлиги. Также в течение 2023 года информационный портал Olcha.uz и частная авиакомпания Centrum Air стали партнерами Профессиональной футбольной лиги Узбекистана. 28 февраля 2024 года крупнейший бренд на рынке бытовой техники Узбекистана Artel стал титульным спонсором Суперлиги до конца 2026 года. 12 марта 2024 года компания Uzcard стала официальным партнёром Профессиональной футбольной лиги Узбекистана. 17 февраля 2025 года спортивный бренд «Macron» стал официальным спонсором УзПФЛ.

## Достижения

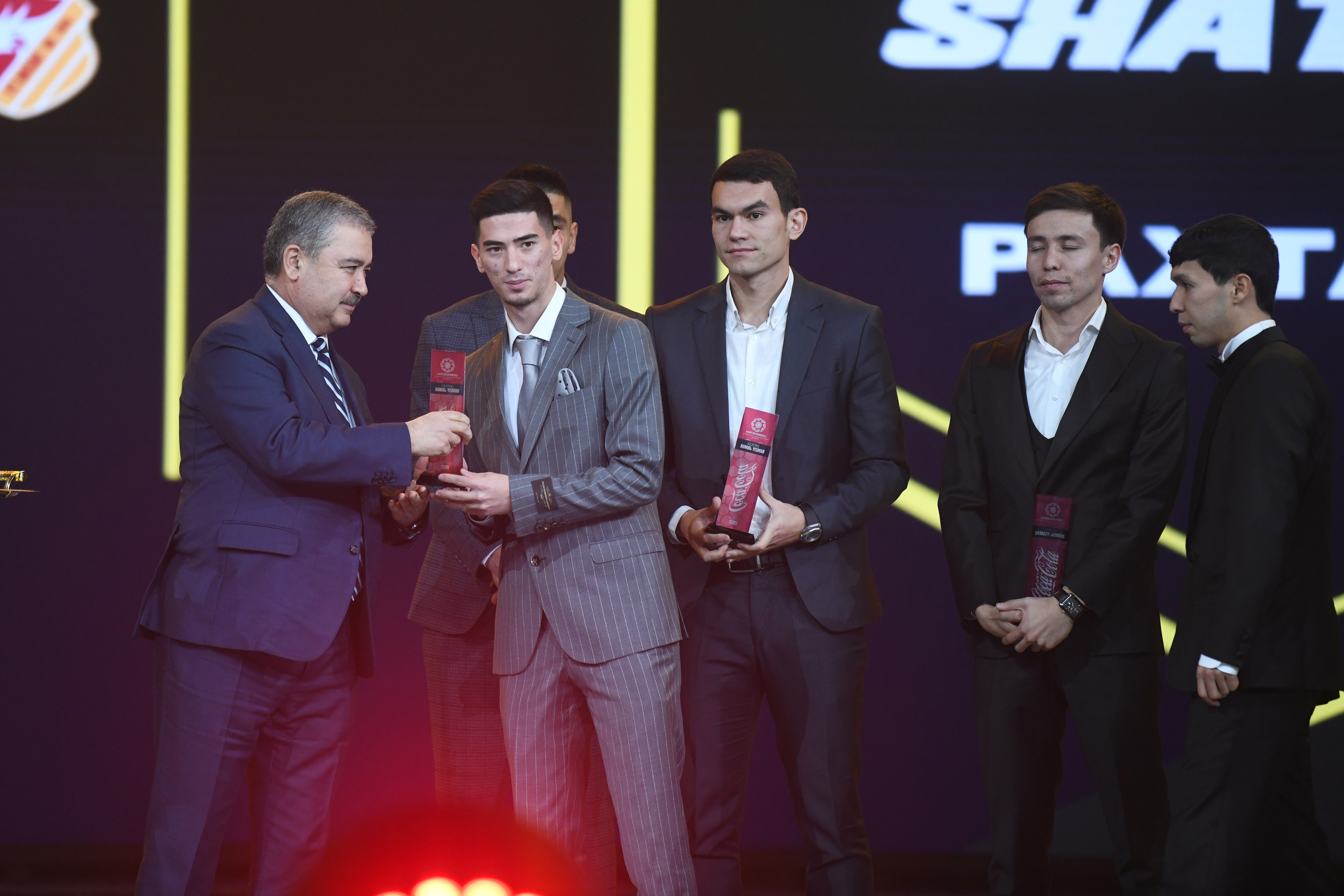
Церемония награждения УзПФЛ 2022 года

Профессиональная футбольная лига Узбекистана является одним из лидеров по лицензированию на азиатском континенте. По итогам 2021 года 12 клубов Узбекистана завоевали лицензию Азиатской футбольной конфедерации, и это зафиксировано как 3-й лучший результат на континенте. В 2021 году среди женских команд 2 клуба из Узбекистана стали первыми в Азии, успешно прошедшими лицензирование.
Министерство юстиции Республики Узбекистан и Национальная ассоциация неправительственных организаций Узбекистана включили УзПФЛ в список «Топ-20 самых прозрачных неправительственных организаций» по итогам 2021 года.